# Vygandas Kazimieras Paulikas
Vygandas Kazimieras Paulikas (* 3. April 1940 in Litauen) ist ein litauischer Veterinärmediziner und Helmintologe, Professor.

## Leben
1965 absolvierte er das Diplomstudium der Veterinärmedizin an der Lietuvos veterinarijos akademija und 1972 promovierte am Lietuvos žemės ūkio akademija (zum Thema Antihelmintikų tyrimas kiaulių strongiloidozei gydyti) sowie 1990 habilitierte er am K. I. Skrjabin-Institut für Helmintologie (BИГИС) in Russland (zum Thema Kiaulių ezofagostomozė (epizootologija, patogenezė, gydymas ir profilaktika)). Seit 1990 ist er Professor. Von 1965 bis 1972 lehrte er am Technikum der Rajongemeinde Šiauliai. Ab 2000 lehrt er als Professor an der Mykolo Romerio universitetas. Von 2005 bis 2008 war er Dekan einer Fakultät der MRU.

## Bibliographie
Vygandas Paulikas. Europos Sąjungos institucijos ir valdymas. Vadovėlis aukštosioms mokykloms. V.: LTU leidybos centras, 2004, leidyb.apsk.l. 13,5.